# Qhwertt
Qhwertt ist eine 2005 gegründetes Drone- und Funeral-Doom-Band.

## Geschichte

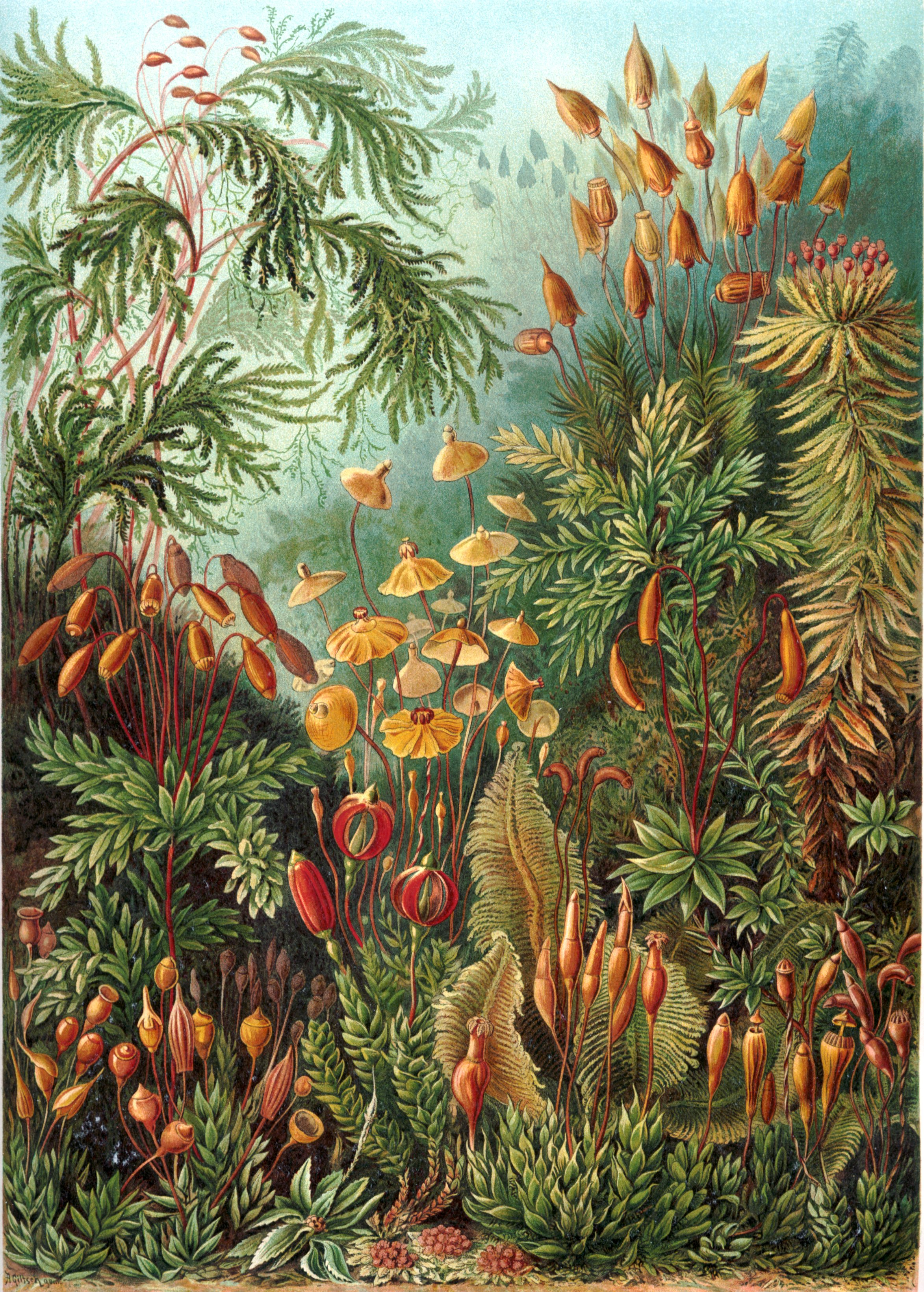
Einan Ausschnitt des Bildes Muscinae aus Haeckes Kunstformen der Natur nutzte Simon O. für das Album He Who Has Known the Gardens als Cover-Motiv.

Der in Buenos Aires lebende Simon O. gründeten Qhwertt als Nebenprojekt zu Fungoid Stream, nachdem dies positiv rezipiert wurde. Seither agiert er als Qhwertt mit sporadischen Albumveröffentlichungen. Die Band orientiert sich seit bestehen konzeptionell an Clark Ashton Smith und dem Cthulhu-Mythos. Lyrik und Gestaltung sind anhaltend auf diese Bezugspunkte hin ausgerichtet. Die Texte adaptieren die Lyrik und Prosa des Autors. Das Konzept setzt sich in der grafischen Aufbereitung der Tonträger fort. So präsentiert Qhwertt Ausschnitte von Bildern die den Cthulhu-Mythos visuelle ergänzen. Darunter Ausschnitte von Gemälden und Zeichnungen von Smith selbst sowie von Ernst Haeckel.
Aufgrund beruflicher und privater Verpflichtungen sowie der Pflege von weiteren Projekten wie der Funeral-Doom-Band Fungoid Stream  mit Joseph C. erschienen Alben mit Abständen von mehreren Jahren. Andere Formate, wie im Funeral Doom sonst oft bemühte EPs oder Splits veröffentlichte die Band keine. Die Alben des Projektes erschienen 2009 über Furias Records, 2012 über Orion Music Entertainment und Furias Records sowie 2017 über das russische Label GS Productions.

## Stil
Simon O. beschreibt die Musik von Qhwertt als „Funeral Doom mit Twist“.  Als Einflüsse auf die Wendung im Stil gegenüber Fungoid Stream werden Drone-Doom-Projekte wie Bunkur, Trollmann av Ildtoppberg und Sunn O))) angeführt. Analog wird die Musik als obskure und rohe Variante des Funeral Doom assoziiert. Die Musik wird als minimalistisch und atmosphärisch beschrieben. Zentrale stünden ausgedehnte Gitarrenakkorde und ein als düster wahrgenommenes ausladendes Keyboardspiel zu welchem Simon O. die Texte von Clark Ashton Smith mittels gutturalem Growling präsentiert.

## Diskografie
- 2006: Cloudland (Album, Furias Records)
- 2012: He Who Has Known the Gardens (Album, Furias Records/Orion Music Entertainment)
- 2017: Sympathetic Horror (Album, GS Productions)